# Bratovići
Bratovići is een plaats in de gemeente Poreč in de Kroatische provincie Istrië. De plaats telt 10 inwoners (2001).